# 1706 en santé et médecine
| Années de la santé et de la médecine : 1703 - 1704 - 1705 - 1706 - 1707 - 1708 - 1709    |
| Décennies de la santé et de la médecine : 1670 - 1680 - 1690 - 1700 - 1710 - 1720 - 1730 |

Cet article présente les faits marquants de l'année 1706 en santé et médecine.

## Événements
- En 1706-1707, une épidémie de dysenterie provoque d’importantes surmortalités notamment dans le Maine, en Anjou et dans le Haut-Poitou[1].
- Fondation de la Société royale des sciences de Montpellier[2].

## Publications
- Giovanni Battista Morgagni publie Adversaria anatomica (lire en ligne), premier tome d'une série sur l'anatomie humaine[3].
- Narabayashi Chinzan traduit en japonais les œuvres complètes d'Ambroise Paré[3].
- Michel Brisseau publie à Tournay Nouvelles observations sur la cataracte (lire en ligne)[3].

## Naissances
- 11 février : Nils Rosén von Rosenstein (mort en 1773), médecin, anatomiste et naturaliste suédois[4].
- 12 mai : François Boissier de Sauvages de Lacroix (mort en 1767), médecin et botaniste français[5].
- 10 juin : John Dollond (mort en 1761), opticien anglais[6].

## Décès
- 15 juin : Giorgio Baglivi (né en 1668), médecin italien[7].